# 英雄凱伝モザイカ
『英雄凱伝モザイカ』（えいゆうがいでんモザイカ）は、1991年にキングレコードから発売された日本のOVA。全4話がリリースされた異世界アドベンチャーアニメ作品。本作をベースとした小説版も刊行されている。
ホビージャパン誌1987年1月号から1988年1月号にて連載された連作イラスト企画『－塩山紀生の世界－オデッセイ』が原作となっている。

## あらすじ
モザイカの英雄サガラは、妖僧カルマハルにそそのかされる形で、国を乗っ取る。
サガラによって父ウ・ダンテを失ったタルマは、復讐の旅に出る。

## 登場人物
タルマ - 辻谷耕史
モルカ - 神山卓三
ジェイカー - 井上和彦
メノーザ  - 佐久間レイ
リティシュ -  永井一郎
風（デュラハン） -  仲村秀生
サザラ王 - 中田浩二
カルマハル - 加藤精三
デラー - 飯塚昭三
ウ・ダンテ - 糸博
ヴァルキーナ - 勝生真沙子
ジル・エン - 佐々木菜摘
ダルモン - 小形満
ザイーヌ - 石野竜三
マイシャ - 杉浦明彦
老卵 - 宮内幸平
ダーゾリン - 広瀬正志

## スタッフ
- 企画 - 赤間剛勝、高橋良輔
- 製作 - 重松英俊
- プロデューサー - 古沢譲二、長谷川洋
- 監督 - 高橋良輔
- 原作・キャラクターデザイン・総作画監督 - 塩山紀生
- 脚本 - 月村了衛
- 演出 - 須永司
- 絵コンテ - 塩山紀生（1話）、須永司（2・3・4話）
- 作画監督 - 大森英敏（2話）、本橋秀之（3・4話）
- 作画監督補 - 服部真奈美（3・4話）、佐々木正勝（4話）
- 原画 - 塩山紀生（1話）、大森英敏（2話）、福井亨子（2・4話）、服部真奈美（2・4話）、山下明彦（2話）、佐々木正勝（2・3・4話）、梅津泰臣（2・3話）、高橋敏雄（3話）、田辺由憲（3話）、野中みゆき（4話）、重田智（4話）、金山明博（4話）、野口木ノ実（4話）、LAC（4話）
- 動画チェック - 原佳寿美
- 動画 - 杉山典子（1・2・3話）、藤井一（1・2話）、松尾佳明（1・2話）、村上晴美（1・2話）、山岡信一（1・2話）、山下敏成（1・2話）、大西慎二（1・2話）、葦プロダクション（1・2話）、ドラゴンプロ（1・2話）、スタジオジャム（1・2話）、鈴木博文（3話）、松竹徳幸（3話）、濱田治策（3話）、小笠原功（3話）、内原茂（3話）、尾尻進矢（3話）、嶋津義一（3話）、スタジオディーン（3話）、HAN WOOL（3・4話）、ECHOプロ（3話）、鵜飼美樹（4話）、川上恵美子（4話）、西浦由美子（4話）、奥谷悟司（4話）、川上由紀子（4話）、鷲尾岳丈（4話）、都留康郎（4話）、米田茂弘（4話）、NEED（4話）
- 美術監督 - 宮前光春
- 撮影監督 - 沖野雅英
- 音楽 - 和田薫
- 編集 - 瀬山武司
- 音響監督 - 斯波重冶
- アニメーション制作 - スタジオディーン
- 製作 - スターチャイルド
- 発売元 - キングレコード株式会社

## 主題歌
- エンディングテーマ「Get the power!!」
  - 作詞 - 渡辺なつみ / 作曲 - 樫原伸彦 / 編曲 - 見良津健夫 / 歌 - 清水咲斗子

## 関連商品
VHS
- 「英雄凱伝モザイカ1 封谷の章」（キングレコード、1991年11月21日発売） VHS:KIVA-101
- 「英雄凱伝モザイカ2 魔蓋城の章」（キングレコード、1991年11月21日発売） VHS:KIVA-102
- 「英雄凱伝モザイカ3 老卵の章」（キングレコード、1991年12月21日発売） VHS:KIVA-103
- 「英雄凱伝モザイカ4 鬼の章」（キングレコード、1991年12月21日発売） VHS:KIVA-104

サウンドトラック
- 「英雄凱伝モザイカ」（サウンドトラック&イメージアルバム2枚組、1991年12月5日発売） KICA-77/8

小説
- 「モザイカ」（富士見書房〈富士見ファンタジア文庫〉、1992年8月25日発売） ISBN 4829124555
  - 高橋良輔・作、塩山紀生・挿絵